# Requiem (canción de Alma)
«Requiem» —[ʁe.kɥi.jɛm]; en español: «Réquiem»— es una canción compuesta por Nazim Khaled e interpretada en francés e inglés por Alma. Se lanzó el 13 de enero de 2017 mediante Warner Music France. Fue elegida para representar a Francia en el Festival de la Canción de Eurovisión de 2017 mediante la elección interna de la emisora francesa France Télévisions el 9 de febrero de 2017.

## Festival de Eurovisión

### Festival de la Canción de Eurovisión 2017
Esta fue representación francesa en el Festival de Eurovisión 2017, interpretada por Alma.
El país no tuvo que participar en ninguna semifinal, ya que, al ser miembro del «Big Five», tenía el pase garantizado para la final.
El tema fue interpretado en 26.º lugar (último) durante la final el 13 de mayo, precedido por Bulgaria con Kristian Kostov interpretando «Beautiful Mess». Al final de las votaciones, la canción había recibido 135 puntos (45 del jurado y 90 del televoto), y quedó en 12.º lugar de 26.

## Formatos
| Descarga digital |           |          |  |
| N.º              | Título    | Duración |  |
| 1.               | «Requiem» | 3:03     |  |

## Historial de lanzamiento
| Región  | Fecha               | Formato          | Discográfica        | Ref.  |
| ------- | ------------------- | ---------------- | ------------------- | ----- |
| Mundial | 13 de enero de 2017 | Descarga digital | Warner Music France | [ 1 ] |